# Sclerocrinidae
De Sclerocrinidae zijn een familie van zeelelies uit de orde Cyrtocrinida.

## Geslachten
- Neogymnocrinus Hess, 2006
- † Pilocrinus Jaekel, 1907
- † Hemicrinus d'Orbigny, 1850